# ایسی اوتاکه
ایسی اوتاکه (大竹壱青, متولد ۳ دسامبر ۱۹۹۵) یک بازیکن ژاپنی والیبال عضو تیم پاناسونیک پنترز و تیم ملی ژاپن است.

## باشگاهی
- دانشگاه چو (۲۰۱۴–۲۰۱۷)
- یونایتد والی راین-ماین (۲۰۱۷–۲۰۱۸)
- پاناسونیک پنترز (۲۰۱۸–تا به حال)[۳]